# Google.org

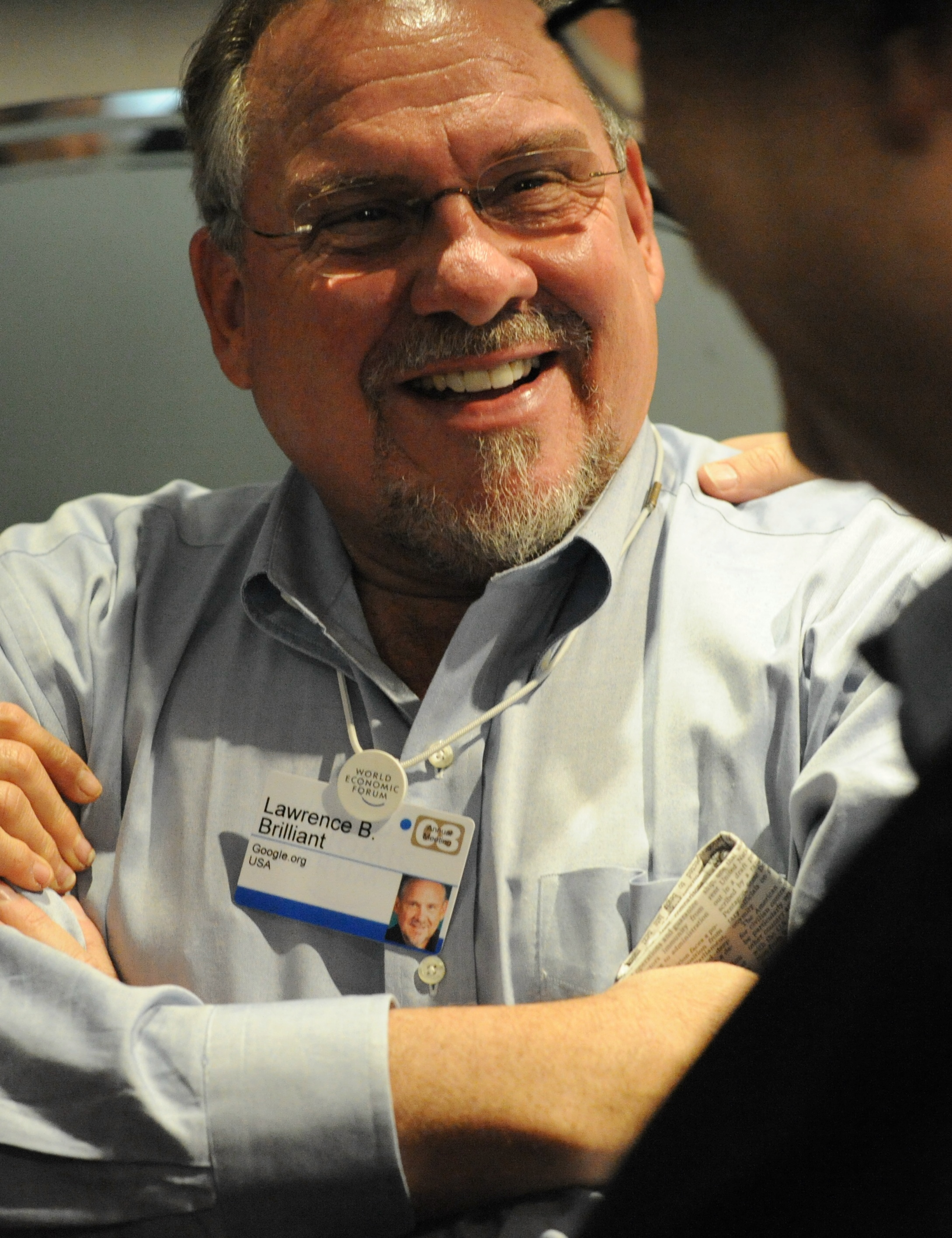
Larry Brilliant

Google.org est un projet philanthropique de Google créé en janvier 2008.
Son but est de lutter contre la pauvreté et de soutenir le développement durable, notamment en investissant dans la recherche sur les énergies renouvelables.
L'organisation a débloqué 75 millions de dollars en investissement et en subvention en janvier 2008. Son financement provient d'un capital de 3 millions d'actions Google cédées lors de l'introduction en bourse de la société. La valeur totale de ces actions était de 1 milliard de dollars en janvier 2008 (plus de 3 milliards en 2014). Google s'est engagé à contribuer à hauteur de 1 % de son chiffre d'affaires chaque année.
Parmi ses premiers projets, se trouve la création d'un véhicule automobile hybride de faible consommation.
Le directeur en 2007 était Larry Brilliant. Brilliant a quitté ses fonctions en 2009 et fut remplacé par Megan Smith, vice-présidente au développement des nouvelles entreprises de Google.

Sur son site Internet, Google affirme que, chaque année, il transmet à sa fondation :
- 100 millions de dollars de subventions,
- 80 000 heures de travail,
- 1 milliard de dollars en produits.

## Projets majeurs
Les cinq plus grands projets de la fondation Google sont :
- Développer une énergie renouvelable moins chère que le charbon.
- Accélérer la commercialisation des véhicules électriques.
- Prédire et prévenir les risques liés aux maladies infectieuses et au climat.
- Informer et soutenir les services publics (éducation, santé, la distribution et le traitement de l'eau) dans les pays en voie de développement.
- Financer les PME dans les pays en voie de développement.